# L'uomo dalle due ombre
L'uomo dalle due ombre (De la part des copains) è un film del 1970 diretto da Terence Young, con Charles Bronson, Liv Ullmann e James Mason.
È tratto dal romanzo Ride the Nightmare di Richard Matheson (in it. Cavalca l'incubo, 1962).

## Trama
Durante la guerra di Corea, Joe Moran, un sergente dell'esercito americano, viene condannato per aver colpito un colonnello e imprigionato in Germania. Nel carcere militare incontra il suo ex comandante di compagnia Capitano Ross, e un commilitone che ha servito sotto Joe, chiamato Vermont, i quali erano stati incarcerati per mercato nero e furto di veicoli dell'esercito. Joe accetta di fuggire con loro e la fuga è organizzata da un ex legionario straniero francese denominato "Katanga" e le cose vanno secondo i piani fino a che Katanga uccide un poliziotto tedesco che si era insospettito.  Spaventato e disgustato dall'omicidio, Joe fugge abbandonando i suoi amici e Katanga, che vengono ricatturati.
Diversi anni dopo, Joe è conosciuto come Joe Martin e si guadagna da vivere onestamente noleggiando barche nel sud della Francia dove vive con la moglie, Fabienne, e la figlia di primo letto di lei di 12 anni.
Le cose stanno andando bene per Joe, quando la sua foto appare in un articolo di cronaca locale. Dopo averlo così rintracciato, Ross, Vermont e Katanga che ora sono trafficanti di droga, si rifanno vivi, volendo vendicarsi di Joe e utilizzando le barche che affitta per fare operazioni di contrabbando. Per assicurarsi la cooperazione di Joe tengono prigioniere in ostaggio la moglie e la figlia. Durante una colluttazione uno dei banditi pentito e ferito tiene a bada con le armi gli altri mentre Joe è costretto a cercare un dottore con una spericolata corsa in macchina lungo le strade della Provenza. Al ritorno riesce a soccorrere e liberare la figlia e la moglie, che nel frattempo aveva sostituito l'uomo ferito nel controllare gli altri banditi uccidendo i banditi rimasti.